# Helcostizus maculatus
Helcostizus maculatus är en stekelart som först beskrevs av Woldstedt 1874.  Helcostizus maculatus ingår i släktet Helcostizus och familjen brokparasitsteklar. Inga underarter finns listade i Catalogue of Life.